# D613 (Calvados)
De D613 is een departementale weg in het Noord-Franse departement Calvados. De weg loopt van de grens met Eure via Lisieux naar Caen. In Eure loopt de weg als D613 verder naar Évreux en Parijs.

## Geschiedenis
Oorspronkelijk was de D613 onderdeel van de N13. In 2006 werd de weg overgedragen aan het departement Calvados, omdat de weg geen belang meer had voor het doorgaande verkeer. De weg is toen omgenummerd tot D613.